# Rio da Pedra Furada
O Rio da Pedra Furada é um curso de água do arquipélago de São Tomé e Príncipe, localizado no distrito de Cantagalo, ilha de São Tomé. Este curso de água corre para Oeste até encontrar o mar na Praia da Colónia Açoriana, entre a Pedra Furada e o Ilhéu Catarino.